# Basílica de Sant'Andrea della Valle
La basílica de Sant'Andrea della Valle és una basílica menor al rione de Sant'Eustachio de la ciutat de Roma. La basílica és la seu general de l'orde religiós dels Teatins. Es troba a la plaça Vidoni, 6 a la intersecció del Corso Vittorio Emanuele i el Corso Rinascimento.

## Història
La basílica va ser dissenyada i construïda per Giacomo Della Porta, Francesco Grimaldi i Carlo Maderno entre el 1590 i el 1650, al lloc on abans hi havia una petita església dedicada a Sant Sebastià de Via Papæ, indicada com el primer enterrament del màrtir, i el palau dels Piccolomini ducs d'Amalfi i comtes de Celano, la ciutat d'origen de la qual va donar nom a la plaça exterior, que durant el segle xvi va prendre el nom de piazza di Siena. Les obres van ser finançades pel cardenal Alessandro Peretti de Montalto, nebot del papa Sixt V. El palau Della Valle va donar nom a l'església.
El 1608 es va encarregar a Maderno la finalització de l'edifici, ampliant el transsepte i aixecant la cúpula. En canvi, la façana barroca fou afegida entre 1655 i 1663 per Carlo Rainaldi.
A principis del segle xix, el papa Pius VII va celebrar el funeral de Henry Benedict Stuart, el quart i últim pretendent jacobita del tron britànic; El cardenal Pietro Francesco Galleffi va oficiar la missa.
El 28 d'abril de 1918, el franciscà Maksymilian Maria Kolbe, futur màrtir i sant, va ser ordenat sacerdot en aquesta basílica.
El papa Joan XXIII, el 1960, amb la constitució apostòlica Quandoquidem va establir el títol cardenalici de Sant'Andrea della Valle, mentre que el desembre de 1965 el papa Pau VI va elevar l'església a la dignitat de la basílica menor

## El títol cardenalici
L'església de S. Andrea della Valle va ser designada com a títol cardenalici el 12 de març de 1960.

### Titulars
- Luigi Traglia (31 març 1960 - 28 abril 1968)
- Joseph Höffner (30 abril 1969 - 16 octubre 1987)
- Giovanni Canestri (28 juny 1988 - 29 abril 2015)
- Dieudonné Nzapalainga, C.S.Sp., des del 19 novembre 2016

## Llibres i articles
- Giovanni Pietro Bellori, Le vite de' pittori, scultori et architetti moderni, 2ª ed., Roma, Mascardi, 1728,
- Ferdinand Gregorovius, Storia della città di Roma nel medio evo illustrata nei luoghi, nelle persone, nei monumenti, vol. III, Venezia, Giuseppe Antonelli, 1876, ISBN non esistente.
- Patrizio Barbieri i Arnaldo Morelli, Regesto degli organi della città di Roma Arxivat 2014-01-04 a Wayback Machine. (PDF), in L'organo - Rivista di cultura organaria e organistica, anno XIX (1981), Bologna, Patron, 1985, pp. 63-103, ISSN 0474-6376 (WC · ACNP).
- Giovanni Battistelli, Oscar Mischiati, Arnaldo Morelli e Claudio M. Strinati, Organi e cantorie nelle chiese di Roma, Roma, Istituto Poligrafico e Zecca dello Stato, 1994, ISBN 88-240-3990-1.
- Ferrucco Lombardi, Roma, le chiese scomparse, Roma, Fratelli Palombi, 1996, ISBN 88-7621-069-5.
- Graziano Fronzuto, Organi di Roma. Guida pratica orientativa agli organi storici e moderni, Firenze, Leo S. Olschki Editore, 2007, ISBN 978-88-222-5674-4